# Luci Pompeu Vopisc
Luci Pompeu Vopisc (en llatí Lucius Pompeius o Poppaeus Vopiscus) va ser un senador romà del segle i.
Tàcit diu que havia nascut a Viena del Delfinat, a la Gàl·lia Narbonesa, i que va ser nomenat cònsol sufecte l'any 69 juntament amb Tit Vergini Ruf.